# Одиночество (песня)
«Одиночество» (известная также как «Одиночество — сволочь») — песня, записанная российской певицей Славой. Написанная самой певицей и Виктором Дробышем, композиция была выпущена как сингл артистки в середине 2012 года. Песня получила награду «Золотой граммофон» в 2012 году

## Предыстория и релиз
Композиция была написана в 2009 году. По признаниям певицы, идея названия композиции исходила от её продюсера — Виктора Дробыша. Идея написать песню об одиночестве пришла самой певице, которую вдохновили на это песни Аллы Пугачёвой. Как рассказывала Слава:

Я люблю очень Аллу Борисовну Пугачёву. Когда я её слушала, поняла такую вещь: все её песни, которые были хитами, либо про разбитое сердце, либо про то, что ты один. И что все мужики — сволочи, короче. «Айсберг», «Старинные часы», «Озеро надежды»… И я говорю: «Вить [Виктор Дробыш], давай напишем песню, такую, чтоб прямо разорвало душу. Ведь сколько одиноких женщин, девушек и мужчин тоже». И он говорит: «Представляешь, у меня такая фраза в голове: „Одиночество — сволочь“». И он написал эту фразу, а я дописала остальное. Мы с ним вместе сочинили эту песню, он написал музыку. Это было настолько спонтанно, просто как крик души. И Виктор, конечно, попал в точку с этими словами: «Одиночество — сволочь».— Слава
Песня была выпущена в радиоротацию 1 июня 2010 года, через систему «Tophit». Позже прошёл цифровой релиз композиции. Также был представлен официальный ремикс на песню с дуэтом «Венгеров и Федоров». Михаил Венгеров говорил о сотрудничестве: «Сейчас мы закончили [работу] с певицей Славой, — песня „Одиночество“, закончили Fashion girl c А’Студио, — это последние проекты, но я хочу сказать, что в основе всех дел с этими людьми лежит то, что они мои друзья и приятны мне, я не занимаюсь тем, что мне не приятно». Ремикс был официально представлен на вечеринке в клубе «Куршавель», где Слава исполнила песню как в оригинальной версии, так и в ремиксовой. Композиция получила положительные отзывы от Олега Газманова, который назвал её в числе самых ярких песен 2010 года.

## Музыка и лирика
«Одиночество» — это танцевальная поп-композиция, записанная в быстром темпе, в размере такта в 4/4. Песня записана в тональности Ми минор и для неё характерны простые ноты и аккорды. «Одиночество» начинается с разложенных аккордов синтезированного фортепиано. Последний припев звучит в модуляции, на тон выше, чем основная часть (в Фа-диез-минор). Припев построен на такой последовательности аккордов: H7 — Em — Am — D — Gmaj7 — Cmaj7 — Am7.
Лирика песни говорит об одиночестве человека и о «душевной тоске». Певица говорила, что писала песню основываясь на личных переживаниях, отмечая: «Я про себя и писала эту песню. Вспомнила, как было плохо, что я сама делала ошибки, что можно было потерпеть и не выгонять человека, но я же сильная — „я сама так решила, я собою довольна, почему же так плохо, почему же так больно“. Я знаю, как пережить плохие моменты и через полгода полностью восстановиться, и снова кого-нибудь полюбить». При этом песня исполнена с надрывом в вокале.
В песне есть строчки: «...я не чувствую сердце, я не чувствую руку», — которые Слава также прокомментировала. «Строчку эту Виктор Дробыш, кстати, написал (ему принадлежит идея песни). Я когда её услышала, сразу поняла, что руку не чувствуешь — значит, не ощущаешь поддержки, не на кого опереться», — отмечала певица.

## Коммерческий успех
Песня дебютировала в российском чарте продаж цифровых треков «Россия Топ-10. Цифровые треки» на 6 позиции, 1 октября 2010 года. В 2010 году песня достигла 3 позиции в чарте и следующую половину года провела в десятке лучших. В 2011 году песня достигла первого места в чарте. В общей сложности, песня провела в десятке лучших 32 недели подряд.
По итогам 2010 года композиция также заняла высокие места в чартах продаж. В чарте цифровых треков песня заняла 14 место, а в чарте ринг-бэк тонов — седьмое. В российском радиочарте песня дебютировала на 80-й позиции 13 июня 2010 года. В итоге композиция достигла 15 места в чарте.
Сингл также занимал высокие места в чартах продаж ринг-бэк тонов. За четвёртый квартал (октябрь-декабрь) 2010 года, песня заняла 2 место в чарте России, первое место на Украине и второе место в Белоруссии. В чартах за март 2011 года песня заняла 2 место в России (в ремиксовой версии), восьмое на Украине (при этом её новый сингл «Я и ты» был на 10-м месте) и восьмое место в Белоруссии.
По итогам 2011 года, песня заняла 4 место в чарте продаж цифровых треков в России. В чарте продаж ринг-бэк тонов композиция стала восьмой. Песня также получила трижды платиновый сертификат, за 600 тысяч загрузок.
По сообщениям Владимира Полупанова, обозревателя сайта Toppop.ru, Виктор Дробыш, на съёмках телепрограммы «Красная Звезда», сообщил, что заработал на авторских отчислениях за песню двести тысяч долларов.

## Музыкальное видео
Съёмки клипа на песню прошли в начале августа 2010 года. Режиссёром выступил Павел Худяков. Видеоряд клипа был сделан с помощью компьютерной графики. Сообщалось, что для съёмок использовались технологии, использовавшиеся для съёмок бюджетных зарубежных блокбастеров
. «Видео Славы „Одночество“ получилось суперсовременным и соответствует всем требованиям зрителя. Монтаж клипа я делал в Лос-Анджелесе. Слава уже видела смонтированный клип и осталась довольна конечным результатом», — рассказывал Павел Худяков. Клип был презентован в ноябре 2010 года, спустя полгода после съёмок. Причиной задержки релиза стал длительный монтаж видео.
По сюжету клипа, Слава предстала в образе «железной леди». В клипе она сражается с железными монстрами, созданными с помощью компьютерной графики. Также с помощью графики созданы и все пейзажи компьютерного мира, куда попадает певица. На сайте «Карта Музыки» писали: «По сценарию видео Слава на протяжении почти 3-х минут со своей командой роботов будет сражаться не только с роботами-противниками, но и со своим одиночеством». Гуру Кен отмечал, что клип получился «бездушным» и что не совсем понятна роль Славы в нём. «Совсем непонятно, зачем всё это героине, и в чем, собственно, заключается её работа. Кроме заламывания рук и кокетливого положения ног, деятельность Славы никак не обозначена… Получилось всё как бы красиво и точно бездушно», — писал критик.
Клип вошёл в список самых популярных российских видео на канале «Ello» (хостинг YouTube). В чарте самых просматриваемых клипов за март 2011 года, видео заняло 3 строчку. При этом оно было просмотрено более 4-х с половиной миллионов раз. В рейтинге также оказалось видео, где Слава исполняет песню на пляжной вечеринке MTV. Оно заняло пятое место, с более чем тремя миллионами просмотров.

## Список композиций
- Цифровой сингл[25]

| №  | Название                   | Автор(ы)                            | Длительность |
| -- | -------------------------- | ----------------------------------- | ------------ |
| 1. | «Одиночество» (Radio Edit) | Виктор Дробыш, Анастасия Сланевская | 3:00         |
| 2. | «Одиночество-сука»         | Виктор Дробыш, Анастасия Сланевская | 3:00         |

## Чарты
| Страна (Чарт)                          | Высшая Позиция |
| -------------------------------------- | -------------- |
| Беларусь (Чарт ринг-бэк тонов)         | 2              |
| Россия (Tophit)                        | 15             |
| Россия (Россия Топ-10. Цифровые треки) | 1              |
| Украина (Чарт ринг-бэк тонов)          | 1              |

| Страна (Чарт, 2010 год)                | Высшая Позиция |
| -------------------------------------- | -------------- |
| Россия (Россия Топ-10. Цифровые треки) | 14             |
| Россия (Россия Топ-25. Ринг-бэк тоны)  | 7              |
| Россия (Tophit)                        | 45             |